# Fidelibacterota
Phylum
Les Fidelibacterota sont un phylum du domaine Bacteria, monotypique jusqu'au genre Fidelibacter qui est son genre type et lui donne son nom.
Selon la LPSN (30 avril 2025), ce phylum n'est rattaché à aucun des quatre règnes bactériens actuellement décrits et ne contient qu'une seule classe, les Fidelibacteria Katayama et al. 2024.